# Svetovno prvenstvo v podvodnem hokeju 1990
Svetovno prvenstvo v podvodnem hokeju 1990 je potekalo v Montrealu (Kanada).

## Rezultati

### Moški
1. Avstralija
2. Nova Zelandija
3. ZDA
4. Združeno kraljestvo

### Ženske
1. Avstralija
2. Združeno kraljestvo
3. Kanada
4. Nova Zelandija